# Veterans Stadium (Connecticut)
Das Veterans Stadium, mit vollem Namen auch Veterans Memorial Stadium, ist ein 1982 eröffnetes Mehrzweckstadion in New Britain im US-Bundesstaat Connecticut. Bei der Eröffnung wurde es den Veteranen und Opfern vieler Kriege mit US-amerikanischer Beteiligung gewidmet, allen voran den Opfern des Vietnamkrieges.

## Geschichte
Der Bau des Stadions, das neben Fußball und Football auch für Leichtathletik geeignet ist, wurde in den frühen 1980er Jahren von der Stadt New Britain in Auftrag gegeben und 1982 durch diese eröffnet. Seit jeher dient es der ansässigen New Britain High School, aber auch anderen lokalen Schulen, vor allem als Austragungsort für deren Fußball- und Footballspiele, wird aber vor allem von der Sportabteilung der High School genutzt. Ab 1993 diente das Stadion mit einer Naturspielfläche aus Gras außerdem dem ortsansässigen Profifußballfranchise Connecticut Wolves als Heimatstadion. Bis zur Vereinsauflösung im Jahre 2002 trug das Franchise sämtliche Partien im Stadion aus, ließ aber parallel dazu auch noch eine Benutzung anderer Institutionen und Schulen zu. Zudem trug einige Zeit lang auch das Damenfußballteam Connecticut Crush aus der National Women’s Football Association seine Spiele im Veterans Stadium aus. Seit 2006 ist auch der Damenfußballklub SoccerPlus Connecticut im Stadion beheimatet. Um das Fußballfeld herum befindet sich eine achtspurige Laufbahn, die im April 1992 dem Trainer Irving S. Black gewidmet wurde. Die Tribüne, die sich auf beiden Seiten des Spielfeldes befindet, ist in jeweils sieben Sektoren zu je 27 Reihen eingeteilt und weist metallene Sitzbänke auf, die sich jeweils von einer Breitseite eines Sektor zu anderen Breitseite eines Sektors ziehen. Während der Sektor in der Mitte sowie die beiden anliegenden Sektoren die größeren sind, nimmt die Breite der restlichen Sektoren bis zu den Endseiten der Tribüne ab. Außerdem befinden sich hinter beiden Tribünen jeweils drei Flutlichtmasten, die allesamt symmetrisch angeordnet sind. Das Stadion ist Teil des Willow Brook Park, der außerdem noch das Baseballstadion New Britain Stadium und das zweite und kleinere Baseballfeld Beehive Field beherbergt. Das Stadion liegt direkt an der New Britain Road und verfügt zudem über zahlreiche Parkmöglichkeiten zwischen dem Veterans Stadium und dem Beehive Field sowie weitere Parkplätze auf der gegenüberliegenden Straßenseite der New Britain Road.
Im Jahre 1988 diente es der US-amerikanischen Nationalmannschaft zur Austragung eines freundschaftlichen Länderspiels gegen Polen, das die Hausherren aus den USA allerdings mit 0:2 verloren. Bereits im Juni des darauffolgenden Jahres absolvierten die Vereinigten Staaten ein weiteres Länderspiel im Veterans Stadium. Diesmal allerdings anlässlich der Qualifikation zur WM 1990 gegen Guatemala, wo die US-Amerikaner nach Toren von Bruce Murray und Eric Eichmann mit 2:1 siegreich vom Platz gingen. Danach dauerte es allerdings knapp sieben Jahre, ehe die United States Soccer Federation wieder ein Fußballländerspiel im Stadion auslegte. Am 26. Mai 1996 trafen die USA dabei im Freundschaftsspiel auf Schottland, wo man die Partie wieder mit 2:1 gewinnen konnte. Exakt 14 Jahre später war das Stadion wieder Austragungsort eines Fußballländerspiels, diesmal jedoch ohne Beteiligung der Stars & Stripes, wie die US-amerikanische Nationalelf unter anderem genannt wird. In dieser Begegnung traf Nordirland auf Kontrahenten Türkei, wobei die Türken die Partie mit 2:0 gewannen.
2007 diente es als Austragungsort der Semifinalbegegnung des Lamar Hunt U.S. Open Cups zwischen den Carolina RailHawks und dem MLS-Franchise New England Revolution, das in der Verlängerung von der Revolution gewonnen wurde. Auch im Jahre 2008 kehrten die Revs wieder zurück ins Veterans Stadium, wo sie im Drittrundenspiel des U.S. Open Cups die Richmond Kickers klar mit 3:0 abfertigten. Nur eine Woche später spielten die Revs erneut im Stadion, diesmal gegen das Franchise Crystal Palace Baltimore, gegen das sie nur knapp im Elfmeterschießen gewannen und so ins Semifinale aufstiegen. 2009 wurde erneut ein Pokalspiel im Veterans Stadium ausgetragen. Diesmal verlor das Franchise aus Foxborough, Massachusetts mit 1:2 gegen die Harrisburg City Islanders.